# Lumby, Danmark
Lumby är en tätort i Odense kommun i Region Syddanmark i Danmark. Tätorten har 820 invånare (2024). Den ligger på Fyn, cirka 6,5 kilometer norr om Odense.